# Abassouni III
Abassouni III (ou Abasouni III, Abossoni III) est une localité du Cameroun située dans le département du Logone-et-Chari et la région de l'Extrême-Nord, à proximité  de la rive sud du lac Tchad et de la frontière avec le Nigeria. Elle fait partie de la commune de Hile-Alifa.

## Population
Lors du recensement de 2005, 208 personnes y ont été dénombrées.